# Isaac V. McPherson

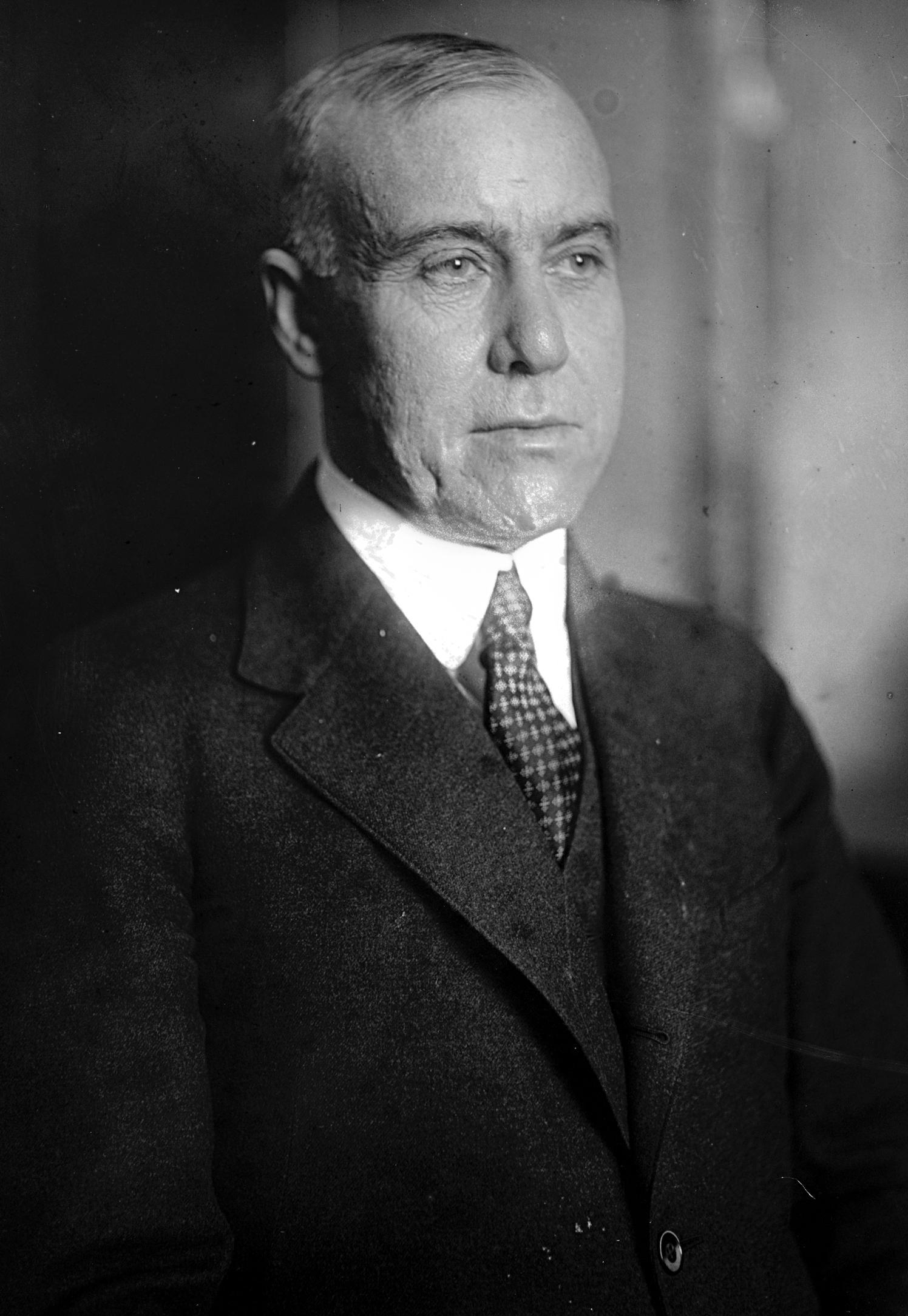
Isaac V. McPherson

Isaac Vanbert McPherson (* 8. März 1868 bei Rome, Douglas County, Missouri; † 31. Oktober 1931 in Aurora, Missouri) war ein US-amerikanischer Politiker. Zwischen 1919 und 1923 vertrat er den Bundesstaat Missouri im US-Repräsentantenhaus.

## Werdegang
Noch in seiner Jugend kam Isaac McPherson mit seinen Eltern nach Bradleyville, wo er die öffentlichen Schulen der Umgebung besuchte. Nach einem anschließenden Jurastudium und seiner 1889 erfolgten Zulassung als Rechtsanwalt begann er in Mount Vernon in diesem Beruf zu arbeiten. In den Jahren 1901 und 1902 war er Staatsanwalt im Lawrence County. Gleichzeitig schlug er als Mitglied der Republikanischen Partei eine politische Laufbahn ein. Von 1903 bis 1904 saß er als Abgeordneter im Repräsentantenhaus von Missouri; zwischen 1905 und 1912 war er Posthalter in Aurora. Außerdem praktizierte er weiter als Anwalt.
Bei den Kongresswahlen des Jahres 1918 wurde McPherson im 15. Wahlbezirk von Missouri in das US-Repräsentantenhaus in Washington, D.C. gewählt, wo er am 4. März 1919 die Nachfolge von Perl D. Decker antrat. Nach einer Wiederwahl konnte er bis zum 3. März 1923 zwei Legislaturperioden im Kongress absolvieren. In den Jahren 1919 und 1920 wurden der 18. und der 19. Verfassungszusatz ratifiziert. Dabei ging es um das Verbot des Handels mit alkoholischen Getränken und die bundesweite Einführung des Frauenwahlrechts.
Im Jahr 1922 wurde Isaac McPherson von seiner Partei nicht mehr zur Wiederwahl nominiert. Von 1923 bis zu seinem Tod am 31. Oktober 1931 in Aurora arbeitete er als Jurist für die United States Shipping Board Emergency Fleet Corporation.